# Broadview Park
Pour les articles homonymes, voir Broadview.
Broadview Park est une census-designated place du comté de Broward, dans l'État de Floride, aux États-Unis,. En 2020, elle compte une population de 7 670 habitants.